# Maksymilian Małkowiak
Maksymilian Małkowiak (1924.) je bivši poljski hokejaš na travi.
Brat je reprezentativnog kolege Jana Małkowiaka.
Na hokejaškom turniru na Olimpijskim igrama 1952. u Helsinkiju je igrao za Poljsku, koja je ispala u osmini završnice. 

## Vanjske poveznice
- Profil na Sports Reference.com  Arhivirana inačica izvorne stranice od 23. kolovoza 2011. (Wayback Machine)